# Regina Wollmann
Regina Wollmann OCist (* 19. Januar 1941 in Sagan, Schlesien als Isolde Wollmann; † 9. April 2023) war eine römisch-katholische Ordensschwester. Sie war Äbtissin des Klosters St. Marienthal.

## Leben
Wollmann lernte das Kloster St. Marienthal im Herbst 1955 in der Aspirantur zur Berufsvorbereitung kennen und begann anschließend in Leipzig eine Ausbildung zur Säuglingspflegerin. Am 6. Juni 1960 trat sie in das Noviziat von St. Marienthal ein, wo sie den Ordensnamen Regina erhielt. Ihre einfache Profess legte sie am 17. Juni 1961, die feierliche am 12. Juli 1964 ab. Sie war langjährige Leiterin des Behindertenheims „St. Josef“ und des Klosterguts in Schlegel.
Am 12. Juli 1993 wurde sie in Nachfolge von Pia Walter zur 55. Äbtissin des Zisterzienserinnenklosters St. Marienthal in der Oberlausitz gewählt. Am 21. August 1993 empfing sie durch Polikárp Zakar die Benediktion. Ihr Wahlspruch lautete: Obsculta – Höre! Mit Vollendung des 75. Lebensjahres trat sie 2016 als Äbtissin zurück. Ihre Nachfolgerin ist Elisabeth Vaterodt.
Am 31. Mai 2010 verlieh ihr Ministerpräsident Stanislaw Tillich den Sächsischen Verdienstorden für ihr Engagement.